# Coppa di Lega sudafricana
La Coppa di Lega sudafricana, ufficialmente Carling Knockout Cup per ragioni di sponsorizzazione, è una competizione calcistica sudafricana a eliminazione diretta, cui partecipano le 16 squadre della Premier Division.

## Storia
La manifestazione è stata istituita nel 1982 con il nome di Datsun Challenge. Con l'istituzione della NSL, nel 1984 divenne nota come JPS Knockout Cup, per poi mantenere questo nome fino al 1992, quando diventò Coca-Cola Cup. Fu sponsorizzata dal produttore di bevande fino al 1996, quando divenne la Rothmans Cup; nel 2001 tornò a chiamarsi Coca-Cola Cup, in seguito alle nuove regolamentazioni sulla sponsorizzazione del tabacco nello sport. Telkom, compagnia sudafricana di telecomunicazioni, è divenne lo sponsor del torneo dal 2006 al 2019, dandogli il nome di Telkom Knockout Cup. Dal 2023 è stata nominata Carling Knockout Cup, dalla sponsorizzazione con la birra canadese Carling.

## Formula
È una competizione a eliminazione diretta, con partite singole, senza andata e ritorno. In caso di pareggio si disputano i tempi supplementari e, se sussiste la parità, si passa ai tiri di rigore.
Il vincitore riceve 4 milioni di rand.

## Nomi e sponsor
| 1982-83 | Datsun Challenge                 |
| 1984-91 | John Player Special Knockout Cup |
| 1992-96 | Coca Cola Cup                    |
| 1997-00 | Rothmans Cup                     |
| 2001-05 | Coca Cola Cup                    |
| 2006-19 | Telkom Knockout Cup              |
| 2023-   | Carling Knockout Cup             |

## Albo d'oro

### NPSL
| Anno   | Campione          | Ris. | Finalista       |
| ------ | ----------------- | ---- | --------------- |
| 1982   | Arcadia Shepherds | 1-1  | Highlands Park  |
| replay | Arcadia Shepherds | 2-0  | Highlands Park  |
| 1983   | Kaizer Chiefs     | 2-1  | Wits University |

### NSL/PSL
| Anno | Campione        | Ris. (and.-rit.) | Finalista       |
| ---- | --------------- | ---------------- | --------------- |
| 1984 | Kaizer Chiefs   | 2 - 1 1-0 1-1    | Bush Bucks      |
| 1985 | Wits University | 2 - 2 2-1 0-1    | Kaizer Chiefs   |
| 1986 | Kaizer Chiefs   | 2 - 1 2-1 0-0    | Moroka Swallows |
| 1987 | Bush Bucks      | 3 - 3 1-3 2-0    | Orlando Pirates |
| 1988 | Kaizer Chiefs   | 5 - 2 3-1 2-1    | Jomo Cosmos     |
| 1989 | Kaizer Chiefs   | 4 - 1 2-0 2-1    | Moroka Swallows |
| 1990 | M. Sundowns     | 2 - 1 1-0 1-1    | Orlando Pirates |

| Anno    | Campione            | Ris.          | Finalista           |
| ------- | ------------------- | ------------- | ------------------- |
| 1991    | Dynamos             | 2-2           | Blackpool           |
| replay  | Dynamos             | 2-1           | Blackpool           |
| 1992    | AmaZulu             | 3-1           | Kaizer Chiefs       |
| 1993    | Bush Bucks          | 3-1           | Santos Cape Town    |
| 1994    | Qwa Qwa Stars       | 3-2 (dts)     | Hellenic            |
| 1995    | Wits University     | 1-0           | Orlando Pirates     |
| 1996    | Bush Bucks          | 1-1           | Qwa Qwa Stars       |
| replay  | Bush Bucks          | 1-0           | Qwa Qwa Stars       |
| 1997    | Kaizer Chiefs       | 1-1           | Mamelodi Sundowns   |
| replay  | Kaizer Chiefs       | 1-1 (3-2 dtr) | Mamelodi Sundowns   |
| 1998    | Kaizer Chiefs       | 2-2 (2-1 dtr) | Mamelodi Sundowns   |
| 1999    | M. Sundowns         | 2-0           | Free State Stars    |
| 2000    | Ajax Cape Town      | 1-1           | Orlando Pirates     |
| replay  | Ajax Cape Town      | 4-1           | Orlando Pirates     |
| 2001    | Kaizer Chiefs       | 5-0           | Jomo Cosmos         |
| 2002    | Jomo Cosmos         | 1-0           | Kaizer Chiefs       |
| 2003    | Kaizer Chiefs       | 2-0           | Silver Stars        |
| 2004    | Kaizer Chiefs       | 1-0           | SuperSport Utd      |
| 2005    | Jomo Cosmos         | 1-1 (4-1 dtr) | SuperSport Utd      |
| 2006    | Platinum Stars      | 3-1           | Ajax Cape Town      |
| 2007    | Kaizer Chiefs       | 0-0 (3-2 dtr) | Mamelodi Sundowns   |
| 2008    | Ajax Cape Town      | 2-1           | Orlando Pirates     |
| 2009/10 | Kaizer Chiefs       | 2-1           | Ajax Cape Town      |
| 2010    | Kaizer Chiefs       | 3-0           | Orlando Pirates     |
| 2011    | Orlando Pirates     | 3-1           | Wits University     |
| 2012    | Bloemfontein Celtic | 1-0           | Mamelodi Sundowns   |
| 2013    | Platinum Stars      | 2-1           | Orlando Pirates     |
| 2014    | SuperSport Utd      | 3-2           | Platinum Stars      |
| 2015    | M. Sundowns         | 3-1           | Kaizer Chiefs       |
| 2016    | Cape Town City      | 2-1           | SuperSport Utd      |
| 2017    | Bidvest Wits        | 1-0           | Bloemfontein Celtic |
| 2018    | Baroka              | 3-2           | Orlando Pirates     |
| 2019    | M. Sundowns         | 2-1           | Maritzburg Utd      |
| 2023    | Stellenbosch        | 1-1 (5-4 dtr) | TS Galaxy           |
| 2024    | Magesi              | 2-1           | M. Sundowns         |

## Statistiche
| Squadra                        | Vittorie | Prima finale vinta | Ultima finale vinta | Finalista | Ultima finale persa | Finali totali |
| ------------------------------ | -------- | ------------------ | ------------------- | --------- | ------------------- | ------------- |
| Kaizer Chiefs                  | 13       | 1983               | 2010                | 4         | 2015                | 17            |
| Mamelodi Sundowns              | 4        | 1990               | 2019                | 4         | 2012                | 8¹            |
| Bidvest Wits (Wits University) | 3        | 1985               | 2017                | 2         | 2011                | 5             |
| Ajax Cape Town                 | 2        | 2000               | 2008                | 2         | 2009                | 4             |
| Jomo Cosmos                    | 2        | 2002               | 2005                | 2         | 2001                | 4             |
| Platinum Stars (Silver Stars)  | 2        | 2006               | 2013                | 2         | 2014                | 4             |
| Umtata Bucks                   | 2        | 1993               | 1996                | 0         | –                   | 2             |
| Orlando Pirates                | 1        | 2011               | 2011                | 8         | 2018                | 9             |
| SuperSport Utd                 | 1        | 2014               | 2014                | 3         | 2016                | 4             |
| Bloemfontein Celtic            | 1        | 2012               | 2012                | 1         | 2017                | 2             |
| Arcadia Shepherds              | 1        | 1982               | 1982                | 0         | –                   | 1             |
| Durban Bush Bucks              | 1        | 1987               | 1987                | 1         | –                   | 2             |
| AmaZulu                        | 1        | 1992               | 1992                | 0         | –                   | 1             |
| Dynamos                        | 1        | 1991               | 1991                | 0         | –                   | 1             |
| Cape Town City                 | 1        | 2016               | 2016                | 0         | –                   | 1             |
| Baroka                         | 1        | 2018               | 2018                | 0         | –                   | 1             |
| Stellenbosch                   | 1        | 2023               | 2023                | –         | –                   | 1             |
| Magesi                         | 1        | 2024               | 2024                | –         | –                   | 1             |
| Moroka Swallows                | 0        | –                  | –                   | 2         | 1989                | 2             |
| Highlands Park                 | 0        | –                  | –                   | 1         | 1982                | 1             |
| Durban City                    | 0        | -                  | -                   | 1         | 2019                | 1             |
| TS Galaxy                      | 0        | -                  | -                   | 1         | 2023                | 1             |